# Педру де Машкареньяш
Пéдру де Машкарéньяш (порт. Pedro de Mascarenhas; Мертола, бл.1480 — Гоа, 16 червня 1555) — португальський мореплавець, дослідник і колоніальний адміністратор, 17-й губернатор (віце-король) Португальської Індії (1554—1555).

## Біографія
Був першим європейцем, який відкрив острів Дієго-Гарсія в Індійському океані в 1512 році. В тому ж 1512 році він також відкрив в Індійському океані острів Маврикій, хоча, можливо, він не був першим португальським дослідником, який відкрив цей острів: попередні експедиції Діогу Діаша і Афонсу де Албукеркі разом з Діогу Фернандішем Перейрою могли відкрити його раніше.
У 1528 році португальський мореплавець Діогу Родрігіш, що відкрив острів Родригес, дав назву усій групі островів, яку складали Реюньйон, Маврикій і Родригес на честь Педру де Машкареньяша Маскаренськими островами .
Машкареньяш був послом Португалії до Святого Престолу, де на прохання короля Жуана III і Діого де Гувея звернувся до папи Павла III з проханням про прибуття перших єзуїтів для португальських місій в Індії. Його місія завершилася 15 березня 1540 року, коли він разом із Франциском Ксав'єром повернувся до Португалії. Після цього він служив при португальському дворі і відігравав особливу роль в освіті та утриманні двору принца Жуана, сина Жуана III. Він також був залучений королем до організації виведення португальських залог з марокканських фортець у 1549 році.
У 1554 році король Жуан III примусив його обійняти посаду віце-короля Португальської Індії, хоча Машкареньяш намагався чинити опір, посилаючись на свій поважний вік. Педру де Машкареньяш був віце-королем Португальської Індії з 1554 року до своєї смерті в 1555 році в Гоа. На посаді віце-короля його змінив Франсішку Баррету. Будучи віце-королем Португальської Індії, за вказівкою короля Португалії він послав отців Жаме Діаша та Гонсалу Родрігіша до Ефіопії, щоб дізнатись, чи буде імператор Гелавдевос схильним прийняти патріарха, помазаного римо-католицькою церквою.